# Ignacio Diego
Juan Ignacio Diego Palacios (Castro-Urdiales, Cantabria, 18 de mayo de 1960), más conocido como Ignacio Diego o Nacho Diego, es un político y perito español. Fue el octavo presidente de Cantabria y séptima persona que ocupó este cargo, desde el 23 de junio de 2011 hasta el 6 de julio de 2015.
En 2011 fue elegido presidente de Cantabria tras ganar las elecciones con mayoría absoluta. Fue reelegido como presidente del PP cántabro en el XI Congreso Regional celebrado en Santander en mayo de 2012. En las elecciones de mayo de 2015, optó a la reelección en la presidencia de Cantabria pero esta vez el Partido Popular perdió la mayoría absoluta, obteniendo 13 de los 35 escaños en el Parlamento de Cantabria y pasando a la oposición.
Es ingeniero técnico agrícola y funcionario de la Consejería de Educación del Gobierno de Cantabria.

## Biografía

### Juventud
Jugó en el Real Racing Club de Santander juvenil, siendo convocado en cuatro ocasiones para integrar la selección española de dicha categoría. Como remero de la Sociedad Deportiva de Remo Astillero consiguió varios subcampeonatos de Cantabria en banco móvil.

### Carrera política
Afiliado a Alianza Popular desde 1987, en el año 1988 fue elegido presidente de Nuevas Generaciones del partido.
En 1987 se presentó a las elecciones al Ayuntamiento de El Astillero, encabezando la lista como candidato a la alcaldía, siendo elegido concejal. En mayo de 1991 repite como candidato a la alcaldía del Ayuntamiento de El Astillero, obteniendo la candidatura del PP cinco concejales. En diciembre de 1991 fue nombrado director regional de Medio Ambiente, cargo en el que permaneció hasta septiembre de 1992. Desde ese año y hasta 1995 fue asesor del presidente del Parlamento de Cantabria.
En el Congreso Regional del Partido Popular de 1995 fue elegido vicesecretario de Organización de esta formación política, siendo reelegido para el mismo puesto en el congreso celebrado el 4 de octubre de 1996.
En 1995 encabeza de nuevo las listas del Partido Popular como candidato a la Alcaldía de Astillero, obteniendo la mayoría absoluta con nueve concejales y siendo elegido alcalde con mayoría absoluta. Ese año renunció al escaño de diputado nacional, optando por dedicarse por entero a su condición de alcalde. En las elecciones municipales del año 1999, y de nuevo como cabeza de lista del Partido Popular, revalida la mayoría absoluta en El Astillero superando con amplitud el 50 por ciento de los votos.
Esta circunstancia se vuelve a repetir en las elecciones municipales del año 2003, en las que de nuevo es elegido alcalde de El Astillero obteniendo más del 50 por ciento de los votos y revalidando la mayoría absoluta.
En 2003, durante su etapa como alcalde en El Astillero, el Ayuntamiento incurrió en un «fraude tributario conscientemente realizado» de más de 200 000 euros, según sentencia del Tribunal Supremo de 2012.
En el VIII Congreso Regional del Partido Popular de Cantabria, celebrado el 26 de octubre de 2002, Ignacio Diego de nuevo fue nombrado vicesecretario del partido.
El 13 de noviembre de 2004 fue elegido presidente del PP de Cantabria con el 94% de los votos de los compromisarios asistentes al IX Congreso Regional del PP, sustituyendo a José Joaquín Martínez Sieso en el cargo.
En octubre de 2006 anunció su dimisión como alcalde de Astillero para presentarse a la presidencia del Gobierno de Cantabria como candidato del PP en las elecciones autonómicas de 2007. En dichos comicios, la candidatura de Ignacio Diego fue la más votada y obtuvo 17 de 39 escaños del Parlamento de Cantabria. No consiguió la mayoría absoluta, dando lugar a que el pacto entre socialistas (PSC-PSOE) y regionalistas (PRC) se revalidara de nuevo.
Fue reelegido presidente del Partido Popular de Cantabria con el 94,5 % de los votos en el X Congreso Regional, celebrado en Santander el 4 de octubre de 2008. Y de nuevo por tercera vez en el XI Congreso Regional celebrado en Santander el 5 de mayo de 2012, ya como presidente regional con el 98,7 % de los votos.

#### Presidencia de Cantabria

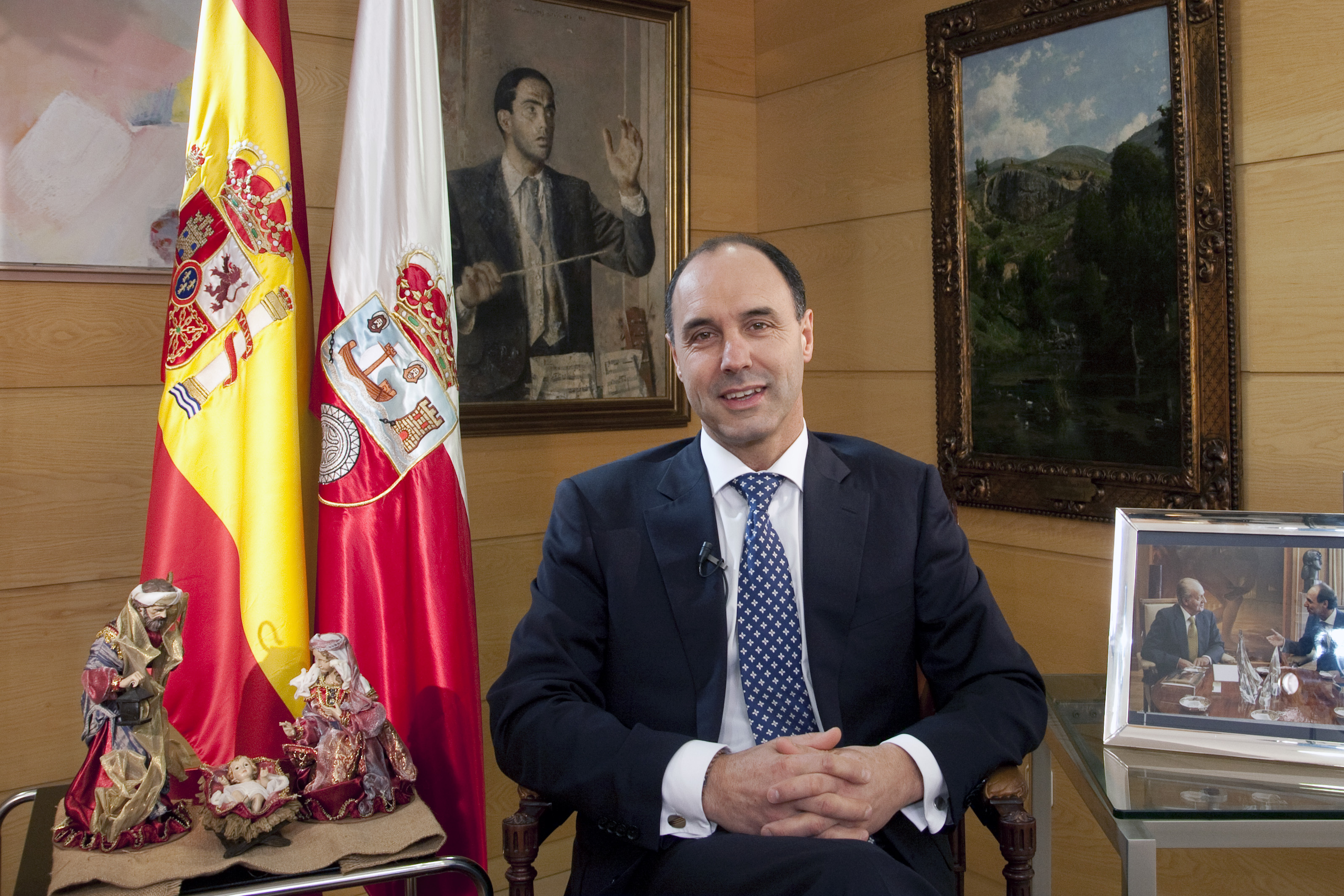
El presidente Ignacio Diego en su mensaje navideño en diciembre de 2013

En las elecciones del 22 de mayo de 2011 ganó por mayoría absoluta las elecciones autonómicas frente al anterior presidente de Cantabria, Miguel Ángel Revilla; hecho inédito en Cantabria desde que el Parlamento cuenta con 39 diputados.
El 23 de junio del mismo año fue investido por el Parlamento como nuevo presidente autonómico y el lunes 27 de junio tomó posesión como tal.
En las elecciones del 24 de mayo de 2015, opta a la reelección a la Presidencia de Cantabria, pero solo obtiene 13 de los 35 escaños del Parlamento de Cantabria, perdiendo la mayoría absoluta y pasando a la oposición por la reedición del pacto PRC-PSOE facilitado por Podemos, recuperando la presidencia Miguel Ángel Revilla.
Fue elegido concejal en el Ayuntamiento de El Astillero en los comicios de 1987 y 1991, y desempeñó las tareas de alcalde del mismo municipio tras las elecciones de 1995, 1999 y 2003. Desde 2004 preside el Partido Popular de Cantabria.

## Cargos desempeñados
- Presidente de NN. GG. de Cantabria.
- Alcalde de El Astillero (1995-2006).
- Diputado del Parlamento de Cantabria (2003-2019).
- Presidente del PP de Cantabria (2004-2017).
- Presidente de Cantabria (2011-2015).